# Équipe du Gabon olympique de football
Maillots
L'équipe du Gabon olympique de football représente le Gabon dans les compétitions de football espoirs comme les Jeux olympiques d'été, où sont conviés les joueurs de moins de 23 ans plus trois joueurs hors critères.

## Palmarès

### Championnat d'Afrique des nations des moins de 23 ans 2011
L'équipe du Gabon olympique a empoché son billet pour les Jeux Olympiques de Londres 2012 le 6 décembre 2011 en battant l'Équipe du Sénégal olympique de football 1-0 en demi-finale du premier championnat d'Afrique de football de leur catégorie. Les gabonais parviendront même à devenir champions d'Afrique le 10 décembre en s'imposant 2-1 aux dépens du Équipe du Maroc olympique de football. Alexander N'Doumbou (prêté par l'Olympique de Marseille à l'US Orléans, club de National) et André Biyogo Poko (joueurs des Girondins de Bordeaux) comptent parmi les joueurs de cette équipe.

### Jeux Olympiques de Londres 2012
En phase de poules des Jeux Olympiques de Londres 2012, le Gabon a été opposé à la Suisse, au Mexique et à la Corée du Sud. Pour ce tournoi, l'équipe U23 a été notamment renforcée par le buteur de l'AS Saint-Etienne Pierre-Emerick Aubameyang. Elle accroche deux matchs nuls contre la Suisse (1-1) et la Corée du Sud (0-0) mais s'incline face au Mexique, futur vainqueur de la compétition (0-2) et quitte le tournoi au 1er tour avec deux points, en terminant 3e du groupe juste devant la Suisse qui compte une unité de moins.

## Effectif actuel
À la date du 26 juillet 2012
| N° | Nat.             | Poste | Nom du joueur             |
| -- | ---------------- | ----- | ------------------------- |
| 1  | Drapeau du Gabon | G     | Didier Ovono              |
| 2  | Drapeau du Gabon | A     | Muller Dinda              |
| 3  | Drapeau du Gabon | D     | Stévy Nzambé              |
| 4  | Drapeau du Gabon | D     | Franck Engonga            |
| 5  | Drapeau du Gabon | D     | Rémy Ebanega              |
| 6  | Drapeau du Gabon | D     | Didier Ndong              |
| 7  | Drapeau du Gabon | D     | Allen Nono                |
| 8  | Drapeau du Gabon | D     | Alexander N'Doumbou       |
| 9  | Drapeau du Gabon | D     | Pierre-Emerick Aubameyang |
| 10 | Drapeau du Gabon | D     | Lévy Madinda              |
| 11 | Drapeau du Gabon | D     | Axel Méyé                 |
| 12 | Drapeau du Gabon | D     | Merlin Tandjigora         |
| 13 | Drapeau du Gabon | D     | Mabikou Boussoughou       |
| 14 | Drapeau du Gabon | D     | André Biyogo Poko         |
| 15 | Drapeau du Gabon | D     | Henry Ndong               |
| 16 | Drapeau du Gabon | D     | Emmanuel N'Dong           |
| 17 | Drapeau du Gabon | D     | Jerry Obiang              |
| 18 | Drapeau du Gabon | D     | Anthony Mfa Mezui         |
| 21 | Drapeau du Gabon | D     | Samson Mbingui            |

## Rencontres
| No | Date            | Lieu                               | Adversaire   | Score | Compétition                   | Buteur(s) gabonais        |
| -- | --------------- | ---------------------------------- | ------------ | ----- | ----------------------------- | ------------------------- |
| 1  | 26 juillet 2012 | St James' Park, Newcastle          | Suisse       | 1 - 1 | Jeux olympiques d'été de 2012 | Pierre-Emerick Aubameyang |
| 2  | 29 juillet 2012 | City of Coventry Stadium, Coventry | Mexique      | 0 - 2 | Jeux olympiques d'été de 2012 |                           |
| 3  | 1er août 2012   | Wembley Stadium, Londres           | Corée du sud | 0 - 0 | Jeux olympiques d'été de 2012 |                           |